# Dysdera insulana
Dysdera insulana là một loài nhện trong họ Dysderidae.
Loài này thuộc chi Dysdera. Dysdera insulana được Eugène Simon miêu tả năm 1883.